# BEST LOVE MACO
『BEST LOVE MACO』（ベスト ラブ マコ）は、MACOの初のベスト・アルバム。2018年6月20日にユニバーサルミュージックから発売。

## 概要
- デビュー5周年を記念して発売された自身初のベストアルバム。
- メジャーデビューのきっかけとなったテイラー・スウィフト「We Are Never Ever Getting Back Together」本人認定日本語カバーや代表曲「LOVE」、「恋人同士」、‘‘わしまこ’’と呼ばれるほど仲の良いFlowerのボーカル鷲尾伶菜とのコラボレーション曲「Dear My Friend feat. 鷲尾伶菜」を収録。
- 同郷であるGLAYの名曲「HOWEVER」をカバー。

## 収録曲

### CD
1. LOVE
  - 1stシングル表題曲
2. We Are Never Ever Getting Back Together (Japanese Ver.)
3. Dear My Friend feat. 鷲尾伶菜 (E-girls / Flower)
4. 恋心
  - 2ndシングル表題曲
5. 恋人同士
6. Kiss
7. うれし涙 (MACO Ver.)
8. ありがとう
9. 恋するヒトミ
  - 3rdシングル表題曲
10. ふたりずっと
11. この世界中で
12. 君のシアワセ
13. 恋の道
14. love letter
15. Sweet Memory
16. 手紙
17. HOWEVER
  - GLAYの楽曲カバー

### 初回限定盤DVD
Music Video集
1. LOVE
2. ずっとふたり
3. Kiss
4. ありがとう
5. 恋心
6. 恋人同士
7. love letter
8. 手紙
9. 恋するヒトミ
10. 恋の道
11. Sweet Memory

- スペシャルムービー
  - YouTubeドラマ「ラストキス」全3話
    - MACOの楽曲「Kiss」より原案された作品